# Kronrat (Thailand)
Der Kronrat (Thai: สภาองคมนตรีไทย, Aussprache: [sàpʰǎː ʔoŋkʰámontriː tʰaj]; engl.: Privy Council) ist eine durch den Monarchen ernannte Gruppe von Beratern des Königs von Thailand.
Nach königlicher Anweisung können Mitglieder des Kronrates den König bei offiziellen Anlässen vertreten. Eine weitere wichtige Aufgabe des Rates besteht in der Ausarbeitung von Palastgesetzen zur Thronfolge.
Der Präsident des Kronrates (derzeit General Surayud Chulanont) fungiert als vorübergehender Regent während der Abwesenheit des Königs.

## Zusammensetzung

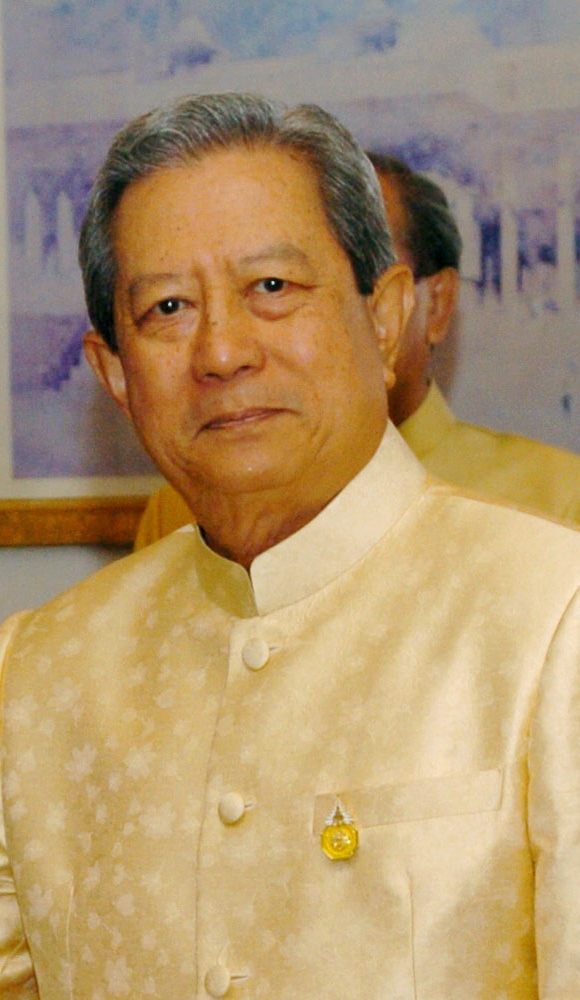
Surayud Chulanont, seit 2020 Präsident des Kronrats

Die folgende aktuellen Kronräte wurden noch von König Bhumibol Adulyadej (Rama IX.) ernannt und dann von König Maha Vajiralongkorn (Rama X.) auch in seinen Kronrat übernommen:
1. Kasem Watanachai (* 1941) (Thai: เกษม วัฒนชัย; seit 2001), ehemaliger Bildungsminister (2001)
2. Palakorn Suwanrath (* 1948) (Thai: พลากร สุวรรณรัฐ; seit 2001), ehemaliger Stellvertreter des Innenministers
3. General Surayud Chulanont (* 1943) (Thai: สุรยุทธ์ จุลานนท์; 2003–2006, erneut seit 2008), ehemaliger Ministerpräsident (2006–2008), Oberkommandierender des Heeres (1998–2002), Oberkommandierender der Streitkräfte (2002–2003), seit 2020 Präsident des Kronrates
4. Atthaniti Disatha-Amnarj (* 1944) (Thai: อรรถนิติ ดิษฐอำนาจ; seit 2007), ehemaliger Präsident des Obersten Gerichtshofs (2002–2004)
5. Supachai Phungam (* 1945) (Thai: ศุภชัย ภู่งาม; seit 2008), ehemaliger Präsident des Obersten Gerichtshofs (2004–2005)
6. General (Luftwaffe) Chalit Pukpasuk (* 1948) (Thai: ชลิต พุกผาสุข; seit 2011), ehemaliger Oberkommandierender der Luftwaffe (2005–2008)

Von Maha Vajiralongkorn neu ernannte Kronräte:
1. General Paiboon Koomchaya (* 1955) (ไพบูลย์ คุ้มฉายา; seit 2016), ehemaliger Justizminister (2014–16)[2]
2. General Dapong Ratanasuwan (* 1953) (ดาว์พงษ์ รัตนสุวรรณ; seit 2016), ehemaliger Bildungsminister (2015–16) und Minister für Rohstoffe und Umwelt (2014–15)[3]
3. Dr. Charunthada Karnasuta (* 1949) (จรัลธาดา กรรณสูต; seit 2016), ehemaliger Staatssekretär im Landwirtschaftsministerium[4]
4. General Kampanat Ruddit (* 1956) (กัมปนาท รุดดิษฐ์; seit 2016), ehemaliger Stellvertreter des Oberkommandierenden des Heeres (2015–16)[5]
5. Admiral Pongthep Nhuthep (* 1957) (พงษ์เทพ หนูเทพ; seit 2017), ehemaliger stellvertretender Staatssekretär im Verteidigungsministerium (2016–2017)[6]
6. Chirayu Isarangkun Na Ayutthaya (* 1942) (จิรายุ อิศรางกูร ณ อยุธยา; seit 2018), ehemaliger Generaldirektor des Crown Property Bureau (1987–2018)[7]

## Präsidenten des Kronrats
- 1949–1950: Prinz Dhaninivat

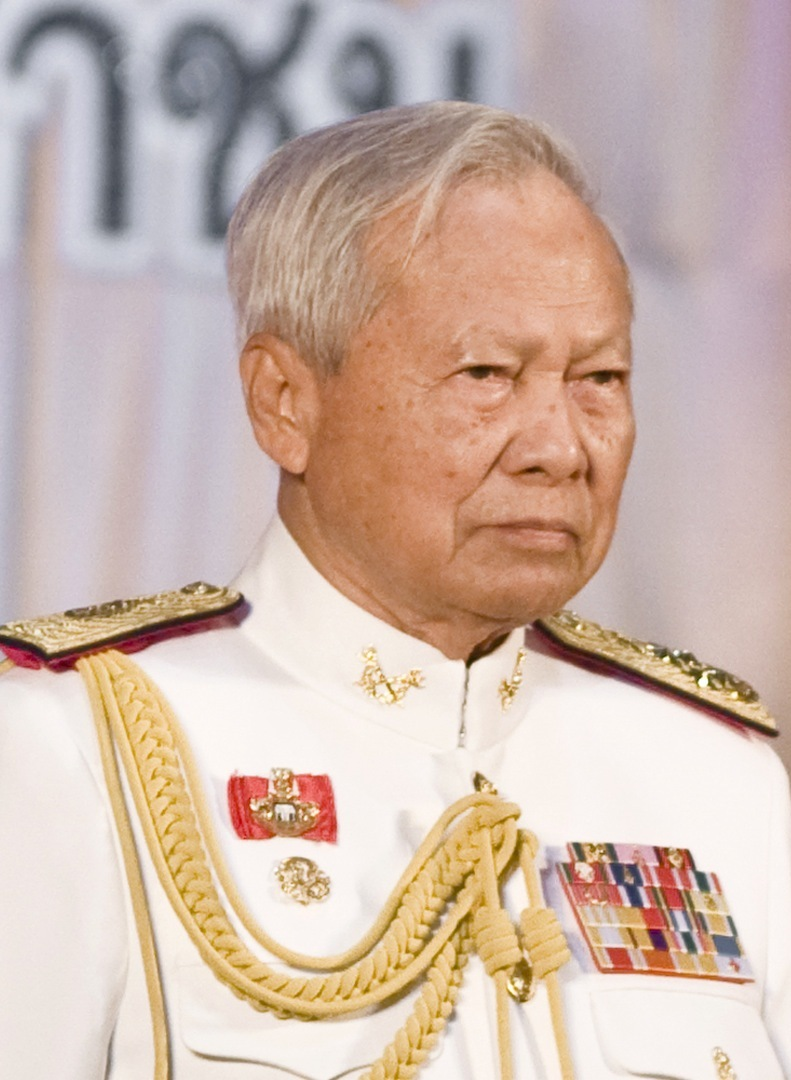
Prem Tinsulanonda war von 1998 bis zu seinem Tod 2019 Präsident des Kronrates

- 1950–1951: Prinz Rangsit Prayurasakdi
- 1951: Prinz Alongkot
- 1951–1974: Prinz Dhaninivat
- 1975: Mom Luang Dej Snidvongs
- 1975–1998: Sanya Dharmasakti
- 1998–2019: Prem Tinsulanonda
- 2016: Thanin Kraivichien (vorübergehend, während der Regentschaft Prem Tinsulanondas)
- seit 2020: Surayud Chulanont